# 三才駅
三才駅（さんさいえき）は、長野県長野市大字三才字念仏塚にある、しなの鉄道北しなの線の駅である。
豊野駅から東日本旅客鉄道（JR東日本）飯山線に乗入れる列車の利用も可能。

## 歴史
- 1958年（昭和33年）1月8日[1]：国鉄の停車場として新設[4][5]（当初、飯山線普通列車のみ停車し信越本線全列車は通過していた[1]）。気動車の旅客のみ取扱う無人駅[6]。
- 1966年（昭和41年）10月1日：長野工業高等専門学校（1963年開校）の生徒が通学に利用し乗降客が増えたことから、駅に昇格。飯山線、信越本線双方の列車が停車するようになった。
- 1981年（昭和56年）6月29日：長野駅を20時49分に発車した、飯山線下り戸狩駅（現・戸狩野沢温泉駅）行普通列車が駅員のポイント不転換と信号無視が原因で安全側線に進入し、土手に乗上げる事故が発生[7]。
- 1983年（昭和58年）7月11日：業務委託駅となる[8]。
- 1987年（昭和62年）4月1日：国鉄分割民営化に伴い、東日本旅客鉄道（JR東日本）の駅となる[4]。
- 2003年（平成15年）：業務委託駅化（JR東日本グループの株式会社しなのエンタープライズ受託）。
- 2009年（平成21年）7月27日：改札外に記念撮影用駅名板新設。これに伴い駅構内に入らず記念撮影をすることが可能となった[1]。
- 2015年（平成27年）3月14日：北陸新幹線金沢延伸開業に伴い[9][10]、しなの鉄道に移管[2]。駅業務は長野市に委託[3]。
- 2026年（令和8年）春季：交通系ICカード「Suica」利用サービス開始（予定）[11]。

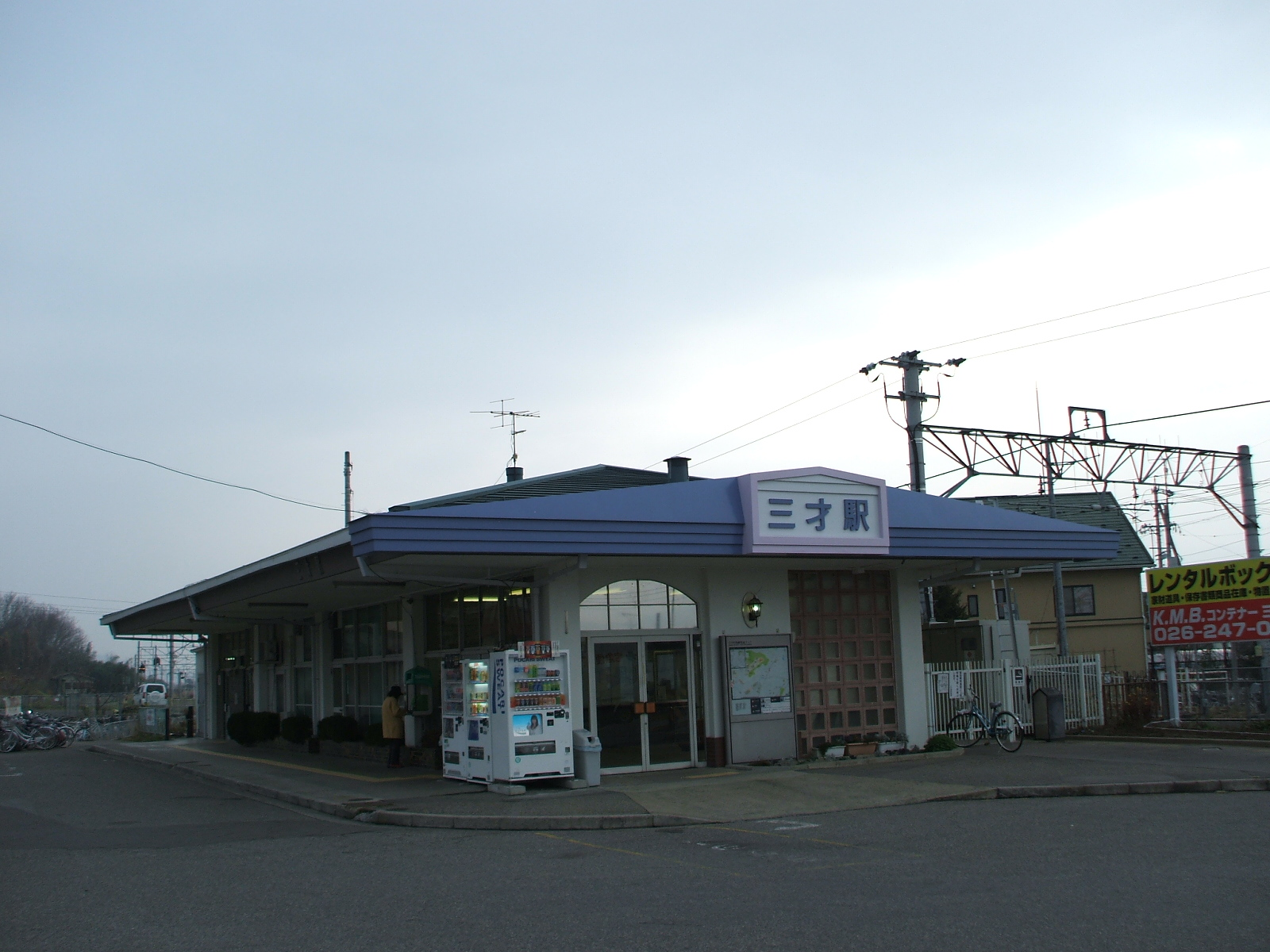
JR時代（2006年12月）

## 駅構造
相対式ホーム2面2線を有する地上駅で下りホーム側に駅舎が隣接している。単線区間にある駅であり、飯山線乗入もあるため列車交換が頻繁に行われる。長野駅方に構内踏切の跡があり、ホーム同士は地下道を通って移動する。
北陸新幹線開通に伴う経営分離に伴いJR東日本からしなの鉄道へ移管される直前までは、みどりの窓口が設置されていた。移管後は長野市管理の業務委託駅である。出札窓口があるが、発券端末が無いため企画券のみの取扱となっており、乗車券・回数券・定期券は自動券売機での購入となっている。
また、JR東日本への移管後暫くは軽食を取ることができる出店があった。
当駅では駅名にあやかって三歳（三才）を迎えた子供を連れて来る観光客が多く、硬券記念入場券は多い日で100セット以上販売されていた。また、駅前では、土休日を中心に三才駅ウェルカムプロジェクトによる記念撮影の補助やグッズの販売・配布（非公式）が行われている。

### のりば
| 番線 | 路線                        | 方向 | 行先                             |
| ---- | --------------------------- | ---- | -------------------------------- |
| 1    | ■北しなの線                 | 下り | 豊野・妙高高原方面               |
| 1    | ■飯山線                     | 下り | 飯山・戸狩野沢温泉・越後川口方面 |
| 2    | ■北しなの線 （■飯山線含む） | 上り | 長野方面                         |

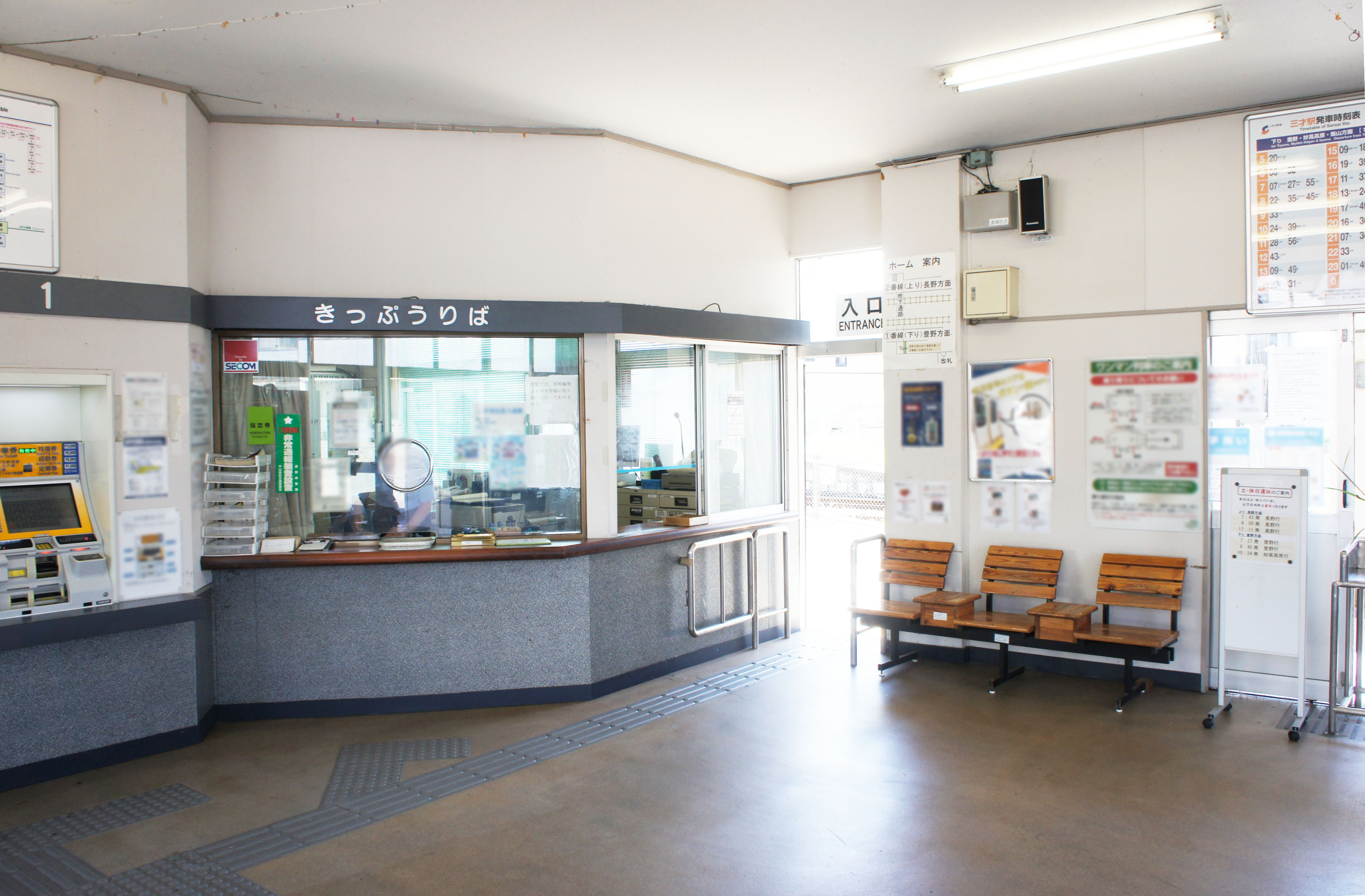
改札口（2021年8月）
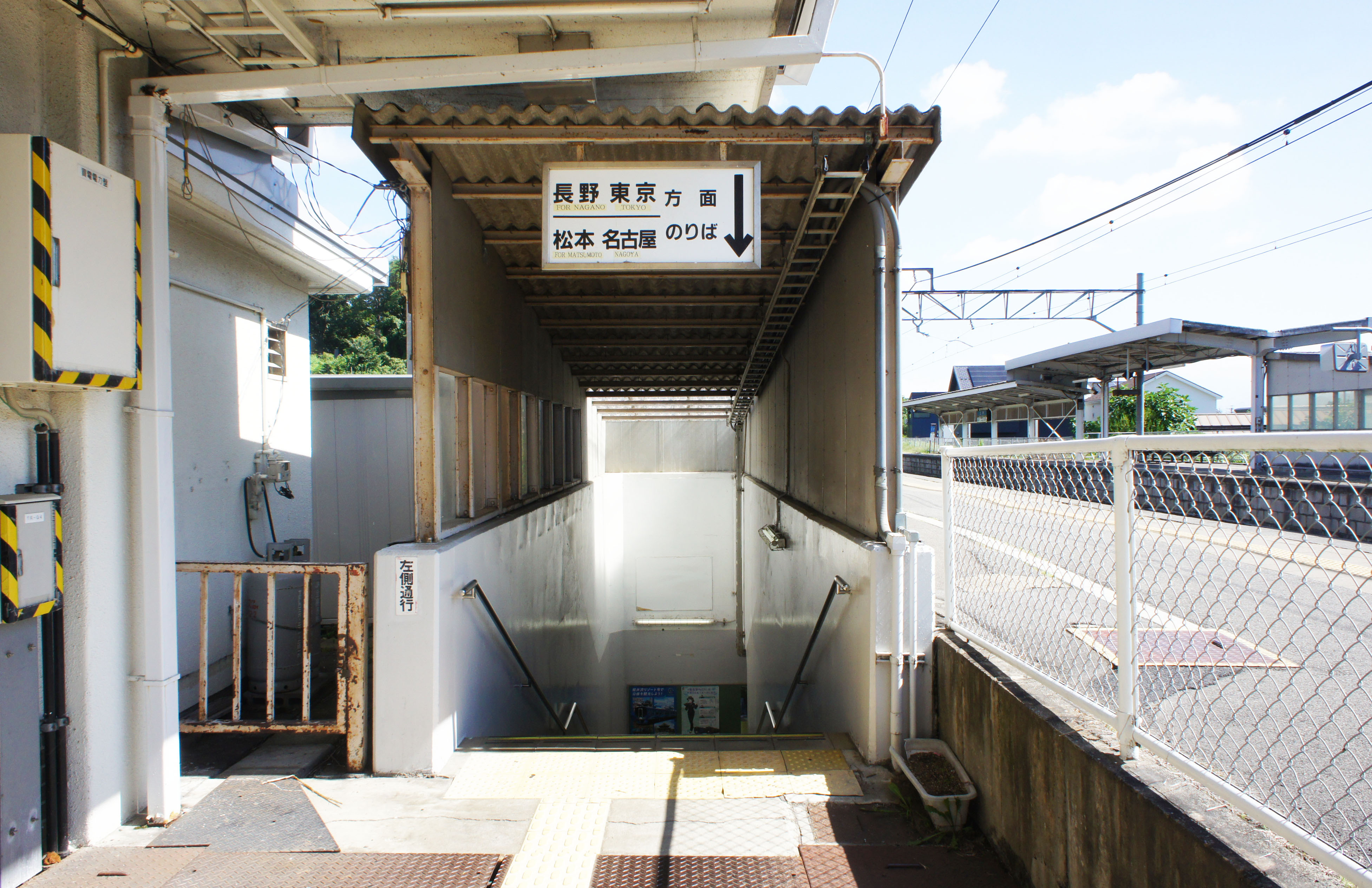
地下通路（2021年8月）
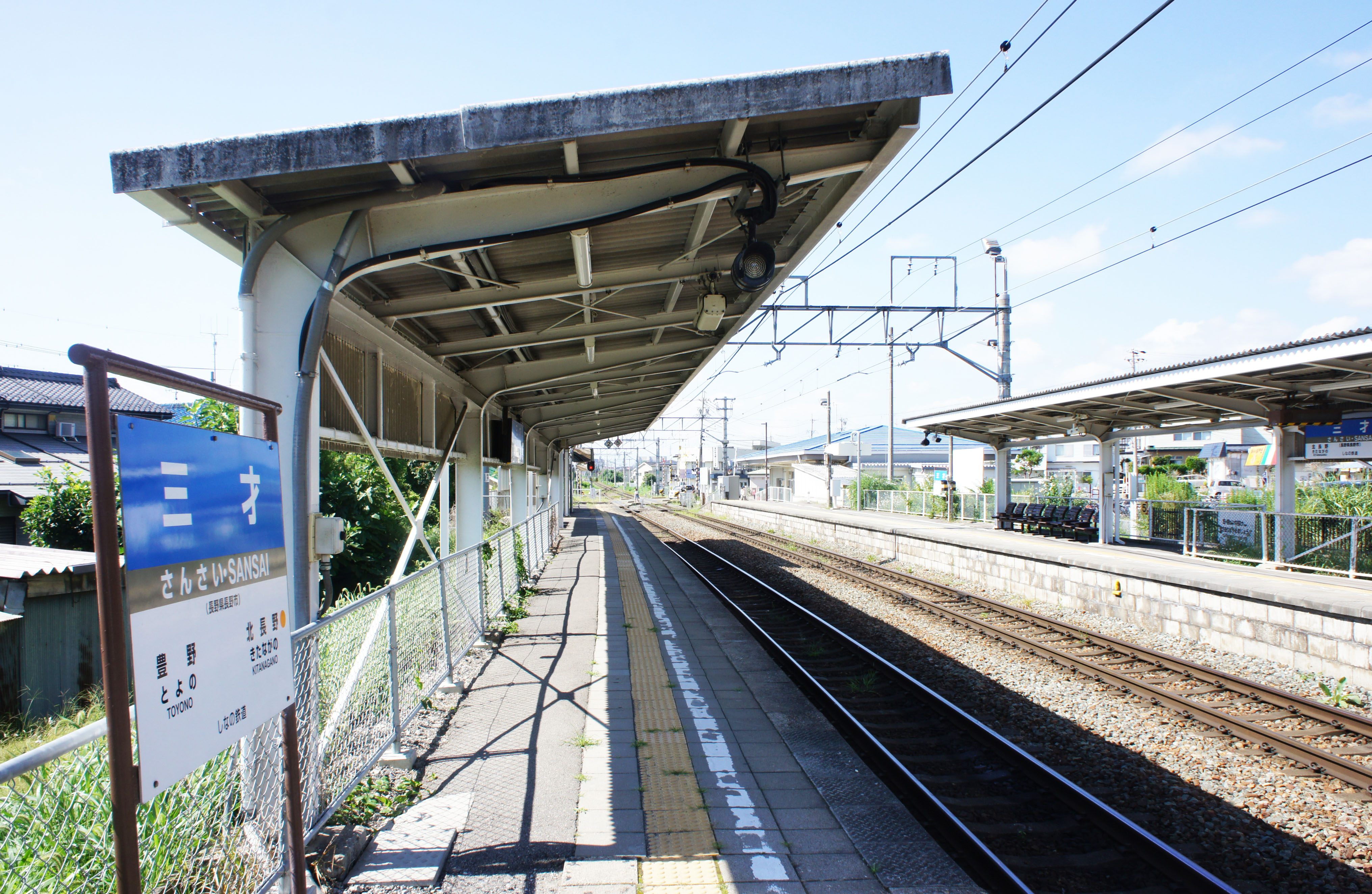
ホーム（2021年8月）

## 利用状況
「長野市統計書」によると、2021年度（令和3年度）の1日平均乗車人員は1,252人である。
2000年度（平成12年度）以降の推移は以下の通り。なお、2000年度（平成12年度） - 2014年度（平成26年度）の統計はJR東日本時代のものである。
| 乗車人員推移       | 乗車人員推移     | 乗車人員推移 |
| 年度               | 1日平均 乗車人員 | 出典         |
| ------------------ | ---------------- | ------------ |
| 2000年（平成12年） | 1,877            | [ JR東 1 ]   |
| 2001年（平成13年） | 1,811            | [ JR東 2 ]   |
| 2002年（平成14年） | 1,746            | [ JR東 3 ]   |
| 2003年（平成15年） | 1,701            | [ JR東 4 ]   |
| 2004年（平成16年） | 1,635            | [ JR東 5 ]   |
| 2005年（平成17年） | 1,570            | [ JR東 6 ]   |
| 2006年（平成18年） | 1,484            | [ JR東 7 ]   |
| 2007年（平成19年） | 1,480            | [ JR東 8 ]   |
| 2008年（平成20年） | 1,509            | [ JR東 9 ]   |
| 2009年（平成21年） | 1,482            | [ JR東 10 ]  |
| 2010年（平成22年） | 1,481            | [ JR東 11 ]  |
| 2011年（平成23年） | 1,468            | [ JR東 12 ]  |
| 2012年（平成24年） | 1,496            | [ JR東 13 ]  |
| 2013年（平成25年） | 1,542            | [ JR東 14 ]  |
| 2014年（平成26年） | 1,429            | [ 長野市 2 ] |
| 2015年（平成27年） | 1,503            | [ 長野市 2 ] |
| 2016年（平成28年） | 1,424            | [ 長野市 2 ] |
| 2017年（平成29年） | 1,457            | [ 長野市 2 ] |
| 2018年（平成30年） | 1,525            | [ 長野市 3 ] |
| 2019年（令和元年） | 1,521            | [ 長野市 4 ] |
| 2020年（令和02年） | 1,020            | [ 長野市 1 ] |
| 2021年（令和03年） | 1,252            | [ 長野市 1 ] |

## 駅周辺
駅周辺は郊外住宅地であるが学校がいくつかあり、朝夕は通学・帰宅途中の学生で賑わう。
- 清泉大学[1]
- 清泉大学短期大学部[1]

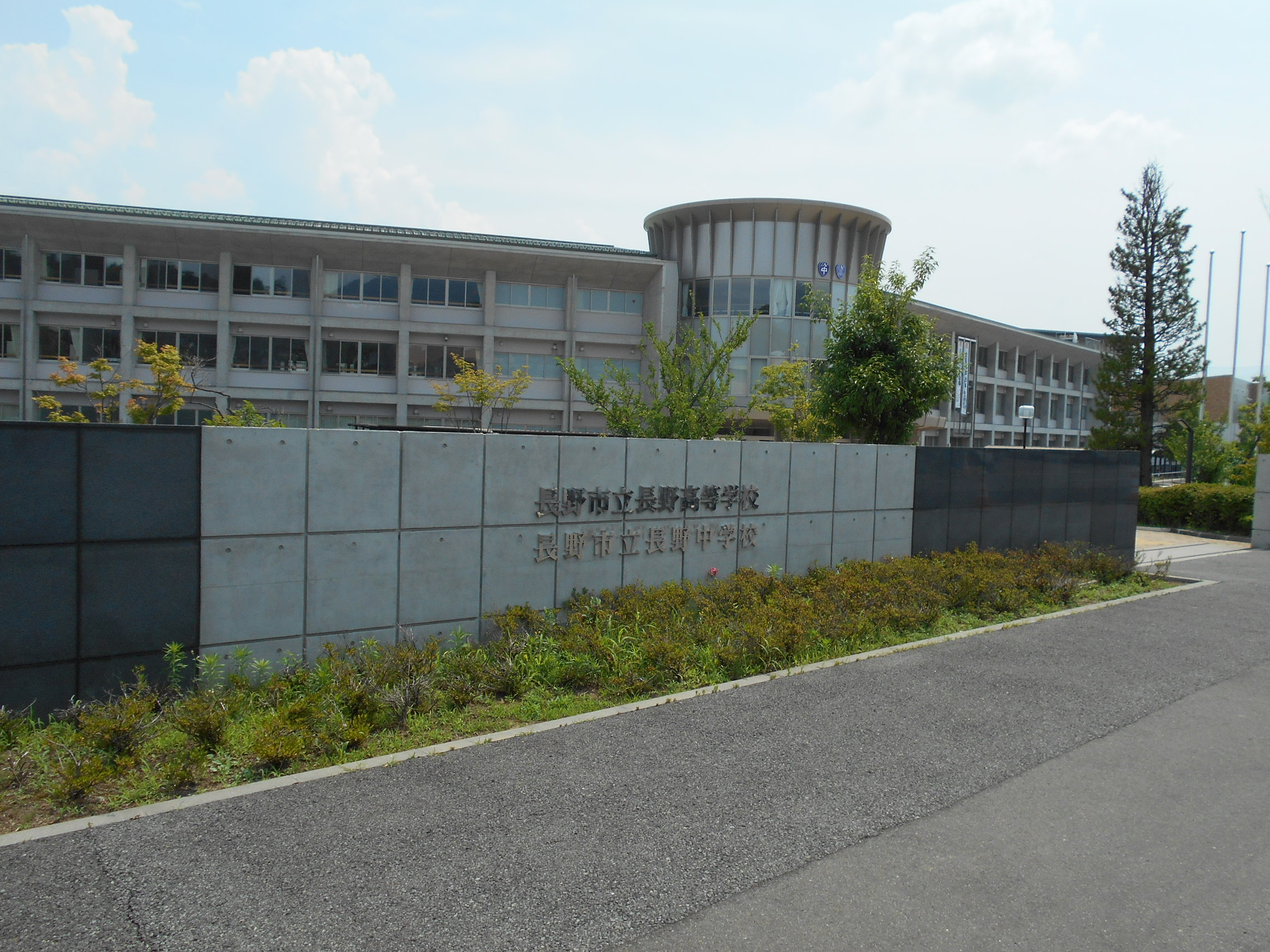
長野工業高等専門学校
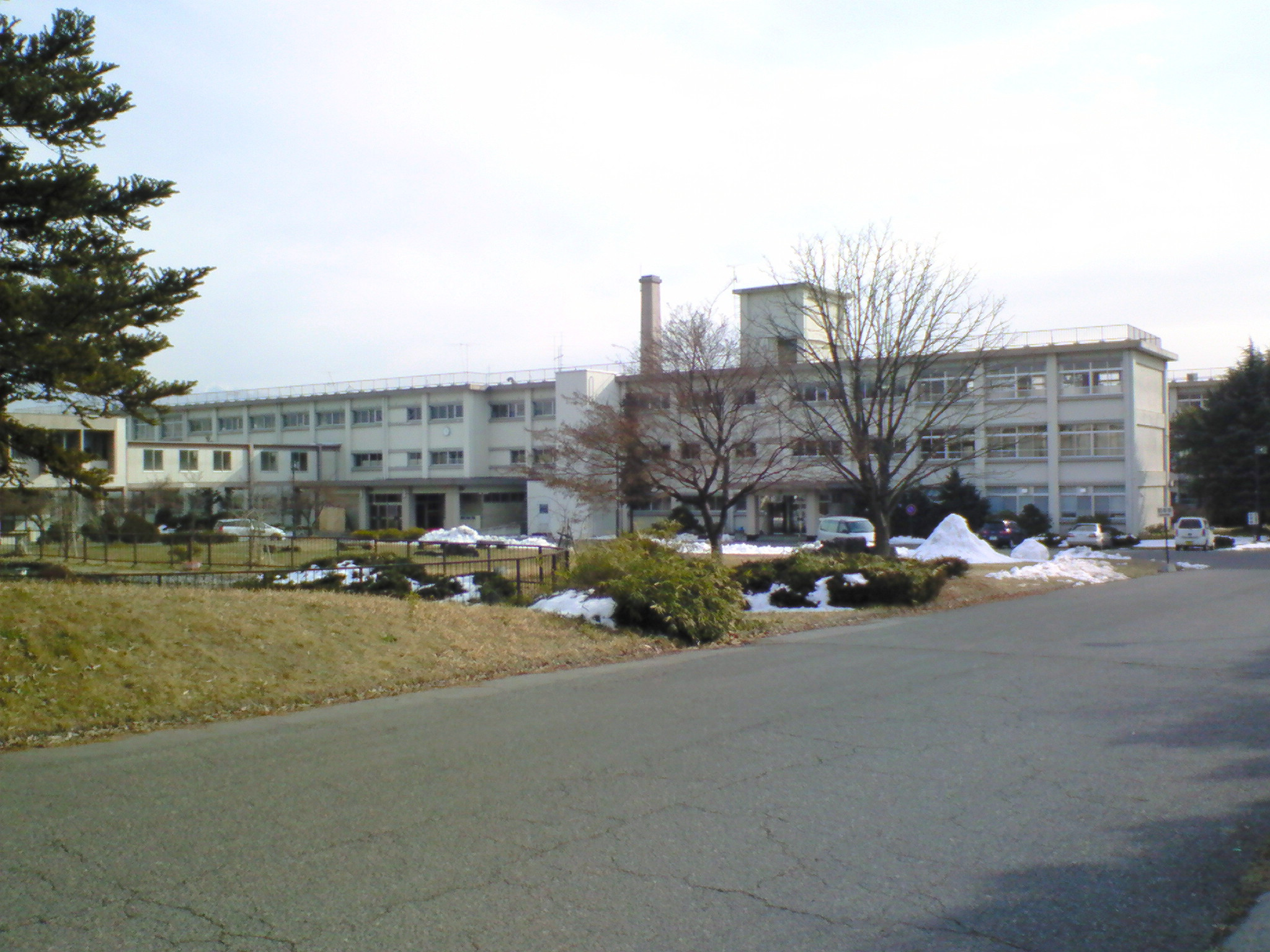
長野市立長野中学校・高等学校[1]（旧皐月高校、県立長野高校ではない）
- 独立行政法人国立病院機構東長野病院[1]
- 長野県若槻養護学校[1]
- 長野県長野養護学校
- 北部スポーツ・レクリエーションパーク
- 昭和の森公園
- 駅前会館
- 古里公園

- 長野市立長野中学校・高等学校
- 長野工業高等専門学校

## バス路線
駅前の県道上に長電バスと長野市営バスの三才駅バス停がある。なお、三才駅始発・終着便は駅前ロータリーに入る。
長電バス
- 63・64：長野駅 / 柳原
- 161：浅川西条 / 柳原 ※平日のみ運行
- 162：東長野病院 / 柳原 ※平日のみ運行

長野市営バス
- 豊野線：蟻ヶ崎公会堂・川谷 / 上神代公会堂

## その他
- 2008年3月9日には三越名古屋栄店専門店館「ラシック」開業3周年（3歳）と、この三才駅を引っ掛けたラシックの広告が掲載された[14]。

## 隣の駅
しなの鉄道
■北しなの線・■JR飯山線（長野駅 - 豊野駅間はしなの鉄道北しなの線）
北長野駅 - 三才駅 - 豊野駅

### 記事本文